# Gato doméstico de pelaje largo

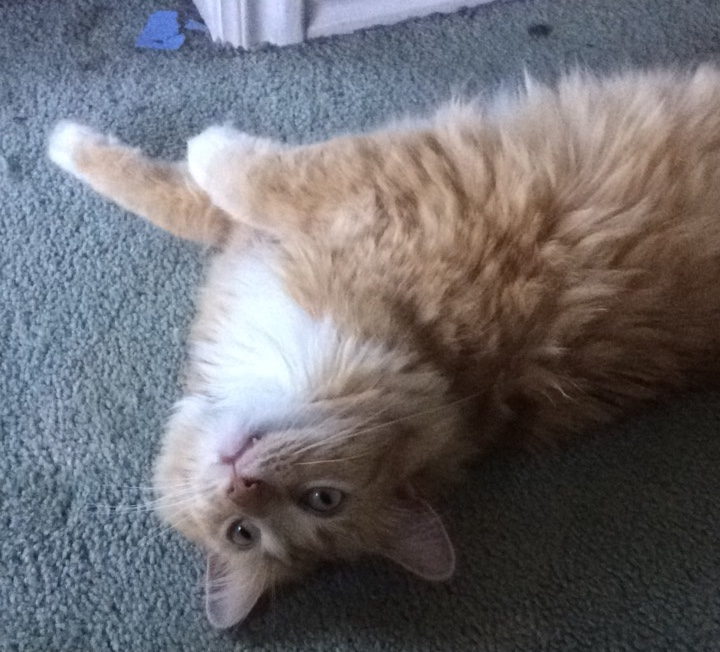
Gato de pelaje largo, enrollado sobre su espalda.

Un gato doméstico de pelaje largo es un gato de ascendencia mixta –por lo tanto no pertenecientes a ninguna raza de gato reconocida– que posee una capa de pelaje semi largo. Los gatos domésticos de pelaje largo no deben confundirse con el British Longhair, American Longhair, u otras razas con nombres "Longhair", que son razas estandarizadas definidas por varios registros. Son la segunda raza más popular en  Estados Unidos después de su contraparte de pelaje corto; uno de cada diez gatos domésticos en los Estados Unidos es de pelaje largo. Otros términos genéricos son gato casero de pelaje largo y, en inglés británico, moggie de pelaje largo. 
En el ámbito del cat fancy, y entre los veterinarios y las agencias de control de animales, los gatos domésticos de pelaje largo pueden clasificarse con terminología específica de la organización (a menudo en mayúscula), como Domestic Longhair (DLH), House Cat, Longhair (HCL), o mascota doméstica de pelaje semilargo. Tal pseudo-raza se usa para fines de clasificación de registro y refugio/rescate, y razas como el gato persa. Si bien no se crían como gatos de exhibición, algunos gatos de raza mixta en realidad son de pedigrí y entran en espectáculos de gatos que tienen divisiones de "Mascotas domésticas" de raza no pura. Las reglas de exhibición varían; La Fédération Internationale Féline (FIFe) permite "cualquier color de ojos, todos los colores y patrones de pelaje, cualquier longitud o textura de pelaje, y cualquier longitud de cola"  (básicamente cualquier gato sano). Otros pueden ser más restrictivos; Un ejemplo de la Federación Mundial de Gatos : "Los colores chocolate y canela, así como su dilución (lila y leonado) no se reconocen en ninguna combinación ... [y] tampoco se reconoce el patrón puntiagudo". 
Los gatos domésticos de pelaje largo vienen en todos los colores genéticamente posibles para gatos, incluidos atigrado, carey, bicolor y humo. También pueden tener pelaje de hasta 15 cm de largo. También pueden tener una melena similar a la de un Maine Coon, así como también mechones en sus orejas. Algunos gatos de pelaje largo no pueden mantener su propio pelaje, que debe ser preparado con frecuencia por un humano o puede ser propenso a enredarse. Debido a su amplio acervo genético, estos gatos no están predispuestos a ningún problema genéticamente heredado comprobado. 

## Historia
Los gatos domésticos de pelaje largo se han mantenido como mascotas en todo el mundo, aparentemente originarios de Asia occidental, durante varios siglos. Durante el siglo XVI se importaron los primeros gatos de pelaje largo a Europa. A mediados del siglo XVII, cuando la peste destruyó a gran parte de la población de Londres, el gato dio sus primeros pasos para recuperarse de siglos de persecución. Durante este tiempo, los gatos fueron alentados como protectores de las ratas portadoras de pulgas.
La forma en que se desarrollaron en primer lugar sigue siendo una cuestión de especulación. La capa larga puede haber sido el resultado de un gen mutante recesivo. Cuando un gato de pelaje largo se cruza con uno con uno de pelaje corto, solo pueden resultar gatitos de pelaje corto; sin embargo, su descendencia cuando se aparean puede producir una proporción de gatitos de pelo largo. Las camadas sucesivas de los primeros gatos europeos de pelaje largo han producido más y más crías de pelo largo, que tenían más probabilidades de sobrevivir en los climas europeos más fríos. Para el año 1521, cuando se documentaron por primera vez en Italia, la variedad se había fijado después de sólo unas pocas generaciones.
A finales del siglo XVIII, Peter Simon Pallas había avanzado la hipótesis de que el manul (también conocido como el gato de Pallas) podría ser el antepasado del gato doméstico de pelo largo. Tenía evidencia anecdótica que establecía que aunque la descendencia masculina sería híbridos estériles, la descendencia femenina podría reproducirse nuevamente con los gatos domésticos y transmitir una pequeña proporción de los genes del manul. En 1907, el zoólogo Reginald Innes Pocock refutó esta afirmación, citando su trabajo sobre las diferencias en el cráneo entre el manul y los angoras o persas de su tiempo. Esta hipótesis temprana pasó por alto el potencial de cruzamiento dentro de la familia Felidae. Por ejemplo, el gato Savannah es un cruce entre un gato doméstico de pelo corto y un serval salvaje, ambos con diferentes cráneos y linajes evolutivos. Además, las hembras híbridas en el género relacionado Panthera, como los ligres y los tigones, se han apareado con éxito, produciendo tigres y litigones.
Las primeras razas modernas y formales de gatos de pelo largo fueron el persa y el angora (después de Ankara, Turquía ) y se decía que provenían de esas dos áreas.

## En la cultura popular
En el libro de 2017 de la ilustradora científica Jenny Parks Star Trek Cats, Leonard McCoy es representado como un gato de pelo largo gris y blanco.